# Hoya bordenii
Hoya bordenii ist eine Pflanzenart der Gattung der Wachsblumen (Hoya) aus der Unterfamilie der Seidenpflanzengewächse (Asclepiadoideae). Die Verbreitung der Art ist auf die philippinische Insel Luzon beschränkt.

## Merkmale
Hoya bordenii besitzt windende und wenig beblätterte Triebe. Die Triebe sind fadenförmig und kahl. Die Blätter besitzen 1,5 bis 2 cm lange fleischige Stiele. Die lederigen, kahlen Blattspreiten sind länglich-lanzettlich bis schmal-elliptisch, und am äußeren Ende lang zugespitzt. Sie sind 11 bis 18 cm lang und 2,5 bis 4,5 cm breit. Die Oberflächen sind dunkelgrün und matt glänzend. Unter intensiver Sonnenstrahlung können sie rötlich-orangefarben werden. Deutlich hervortretend ist die Blattäderung.
Der Blütenstand besteht aus 6 bis 15 (bis zu 20) locker angeordneten, hängenden Blüten. Er hat einen Durchmesser von bis zu 12 cm. Der Stiel des Blütenstands ist 3 bis 5 cm lang, im Querschnitt rund und kahl. Die Blüten sind sternförmig ausgebreitet und haben einen Durchmesser von etwa 1 cm. Die fadenförmigen, kahlen Blütenstiele werden bis zu 2,7 cm lang. Die Kelchblätter sind eiförmig, 1,5 mm lang und stumpf endend. Sie sind an der Basis flaumig behaart. Die Blütenkrone ist hellrot bis dunkelrot gefärbt, mit eiförmigen, spitz auslaufenden und stark zurück gebogenen Kronzipfeln. Die staminalen Nebenkronzipfel sind schmal elliptisch und spitz auslaufend. Sie sind flach und besitzen in der Mitte einen länglichen Rücken. Die Farbe variiert von dunkelrot bis gelb. Der Fortsatz der Staubblätter besitzt eine schmal-sichelförmige Gestalt. Die Pollinien sind zylindrisch und länglich. Der Translator ist relativ kurz, das winzige Corpuculum rhombisch geformt. Die Blüten duften nicht oder nur sehr wenig. Sie sind nur wenige Tage geöffnet.

## Geographische Verbreitung und Habitat
Hoya bordenii ist bisher nur auf der philippinischen Insel Luzon gefunden worden. Der Holotyp wurde in der Prov. Bataan gesammelt. Weitere Funde stammen aus den Provinzen Benguet, Laguna (Berg Makiling), Quezon/Laguna (Banahaw), Bulacan, Cavite, Pangasinan und Sorsogon (Mt. Bulusan). Sie kommt von den niederen Küstenwäldern bis in etwa 1000 m über Meeresspiegel vor.

## Taxonomie
Hoya bordenii wurde von Rudolf Schlechter 1906 im Philippine Journal of Science erstmals beschrieben. Das Typusexemplar wurde von einem Sammler namens Borden im Juni 1904 in Wäldern am Berg Mariveles (Prov. Bataan, Luzon, Philippinen) in 650 m über dem Meeresspiegel gefunden. Synonyme existieren bisher keine.

## Belege